# Ангара (ракета-носач)
 „Ангара" је нова породица ракета-носача модуларног типа са кисеонично-керозинским ракетним моторима. Маса корисног терета на Ниску Земљину орбиту орбиту из Плесецка износи од 1,5 до 35 тона, а мотори неће користити агресивне и токсичне врсте ракетног горива. Пуштање у рад омогућиће Русији да лансира са своје територије све врсте космичких летелица и обезбедиће јој независни доступ свемиру.

## Историја и развој
Са развојем нове универзалне ракете почело се 1992. године. Влада Руске Федерације је објавила конкурс у августу 1994. године, на ком је победио институт Хруничева. Пројекат је добио назив „Ангара".
Нови комплекс требало је да замени све постојеће ракете-носаче које раде на високотоксични diazot tetroksid и 1,1-Dimetilhidrazin, што је обухватало ракете лаке и тешке класе. Модуларни принцип је обећавао универзалност, поузданост и јефтиноћу, као и већ растући тренд коришћења у комерцијалне сврхе-многобројност.
У зависности од масе корисног терета који треба да понесе, тако и од броја ракетних модула у основи ракете, Ангара чини фамилију универзалних ракета-носача номенклатуре А1 до А7. Основна са једним универзалним ракетним модулом УРМ-1, лаке класе, добила је ознаку А1, а она тешке А5. А1 би у будућности требало да замени читав низ ракета војног порекла, проистеклих из Новог СТАРТ програма, до 3,7 тона носивости из Плесецка, на 200 километара висине. А5 носивости до 24,5 тоне би заменила породицу Протон.
За даљи развој предложене су А3, носивости 14,5 тона, тренутни еквивалент Сојуза, и А7 надтешке класе до 35 тона корисног терета из Плесецка. Носачи супертешке класе (до 100 тона носивости) се развијају у конкурентском студију на бази ракете Енергија.

## Конструкција
Ракета се састоји из две фазе:
- првој, у којој се комбинују идентични Универзални ракетни модули УРМ-1, један средишњи и више истих у снопу. УРМ-1 сам по себи је ракета висине 25 m и пречника око 3 m, носивости 1,5 тону. Мотор користи керозин хлађен оксидансом течним кисеоником-РД-191, са једном млазницом, потиска око 200 тона. Могуће је комбиновање до 7 оваквих модула у виду бустера.
- у другој је јединствени УРМ-2, преузет са ракете-носача Сојуз 2. Мотор је високоефикасни четворокоморни са четири млазнице, модел РД-0124А. Гориво је исто, керозин комбинован са течним кисеоником- РП-1, а потисак је око 30 тона.[5]

## Експлоатација
Ракета је у планирано време, крајем 2013. године, била спремна за монтажу, али постројење на космодрому у Плесецку није. Зато је прва проба више пута одлагана. Дана 9. јула 2014. успешно је тестирана А-1.2ПП. Касније исте године, 23. децембра у 05.57.25 UTC полетела је Ангара А5 са разгоним блоком Бриз-М, који се одвојио 12 мин касније.
Друго лансирање ракете Ангара А5 планирано је за крај 2016. године.